# 韓沓
韩沓（?—?），《战国策·韩一》作韓鼂，战国时期韩国大臣。
魏国围攻赵国邯郸，申不害刚刚接触韩昭侯，不知韩昭侯的想法，怕说的话不符合韩昭侯的意图。韩昭侯问申不害：“我帮助赵国还是魏国。”申不害说：“这是安危关键，国家大事。臣请深思苦想。”于是对趙紹、韩沓说：“二位都是国之辩士，作为人臣，上言怎会一定被采用，只是尽忠而已。”二人各向韩昭侯以事进议。申不害视王暗中观察韩昭侯的喜好，于是针对他的喜好进言，韩昭侯很高兴。